# Strongylaspis granigera
Strongylaspis granigera es una especie de escarabajo longicornio del género Strongylaspis, categorizada en la tribu Macrotomini, de la subfamilia Prioninae. Fue descrita por Bates en 1884.
El período de actividad en ejemplares adultos se presenta regularmente en el mes de abril. Existe un ejemplar de la especie en el museo de Historia Natural.

## Descripción
Mide 15-38,7 mm de longitud.

## Distribución
Se distribuye por América Central: Costa Rica y Panamá.